# Веско Петков
Веселин Петков (роден на 30 септември 1968 г.) е бивш футболист, нападател.

## Кариера
Започва кариерата си в Бдин (Видин). След това играе за Левски (София), Сливен, Берое, Ботев (Пловдив), Нефтохимик и Черно море (Варна). В чужбина е играл за Алтай (Измир, Турция). Носител на Купата на ПФЛ през 1996 г. с Нефтохимик. Двукратен бронзов медалист през 1994 и през 1995 г. с Ботев. За купата на УЕФА има 2 мача и 1 гол за Славия, 2 мача за Нефтохимик и 1 мач за Ботев. Има 1 мач за националния отбор.

## Статистика по сезони
- Бдин – 1986/87 – Б РФГ, 12/0
- Бдин – 1987/88 – Б РФГ, 8/0
- Бдин – 1988/89 – Б РФГ, 26/5
- Бдин – 1989/90 – Б РФГ, 6/3
- Левски – 1990/91 – А РФГ, 1/0
- Сливен – 1991/92 – А РФГ, 23/5
- Берое – 1992/93 – А РФГ, 25/10
- Берое – 1993/94 – А РФГ, 23/4
- Ботев – 1994/95 – А РФГ, 7/1
- Нефтохимик – 1995/96 – А РФГ, 29/18
- Алтай (Измир) – 1996/97 – Турска Суперлига, 15/3
- Нефтохимик – 1997/98 – А РФГ, 23/9
- Нефтохимик – 1998/ес. - А РФГ, 14/5
- Черно море – 1999/пр. - Б РФГ, 9/2
- Черно море – 1999/00 – Б РФГ, 17/5
- Черно море – 2000/ес. - А РФГ, 9/4